# モーリス・ヒルマン

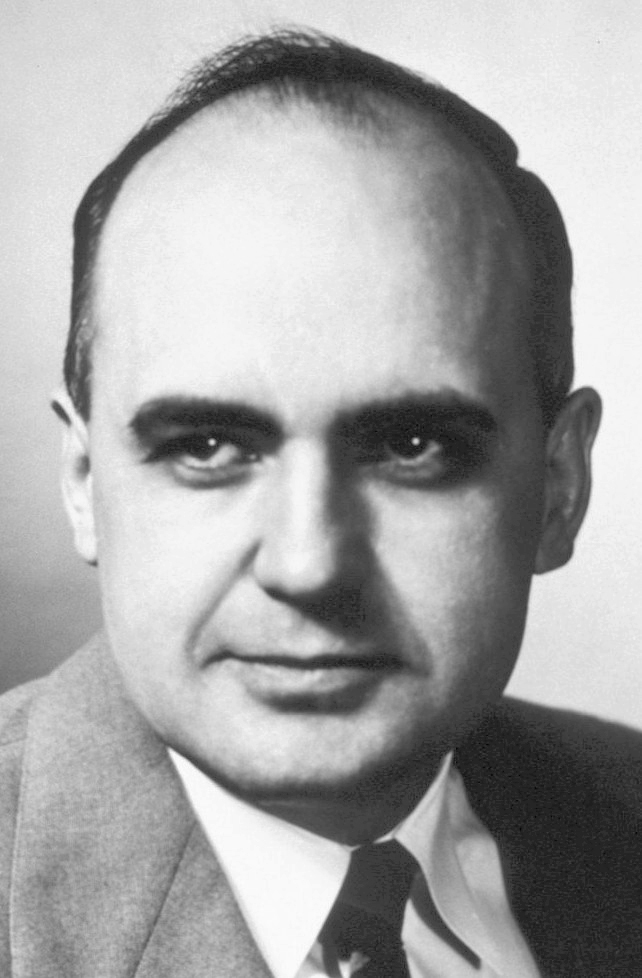
モーリス・R・ヒルマン

モーリス・ラルフ・ヒルマン（Maurice Ralph Hilleman, 1919年8月30日 - 2005年4月11日）は、アメリカ合衆国の微生物学者。
麻疹、ムンプス、風疹、水痘、A型肝炎、B型肝炎、肺炎球菌など、生涯で40種類以上のワクチン開発を主導した。また初めてインターフェロンを精製し、生物学的構造決定を行い、活性の機序を示した。
モンタナ州カスター郡の農家に生まれる。1941年にモンタナ州立大学を卒業、1944年にシカゴ大学大学院から微生物学の博士号を取得。 ER Squibb（現在のブリストル・マイヤーズ スクイブ）で日本脳炎に対する血清を開発し、1948年にウォルターリード陸軍研究所（Walter Reed Army Institute of Research）に移籍し、呼吸器疾患部門の責任者となる。1956年にはメルク・アンド・カンパニーに移籍し、細胞生物学部門の責任者となり、同社のワクチンの開発を主導した。1984年からペンシルベニア大学医学部の小児科の非常勤教授を務めた。2005年ペンシルベニア州フィラデルフィア郡で死去。

## 受賞歴
- 1983年 - ラスカー・ブルームバーグ公益事業賞
- 1988年 - アメリカ国家科学賞
- 1989年 - コッホ・ゴールドメダル
- 2002年 - プリンス・マヒドール賞公衆衛生部門